# Xavi Mira
Xavier Mira Cortell, más conocido como Xavi Mira (Alcoy, Alicante; 3 de junio de 1968) es un actor de cine, televisión y teatro español.

## Biografía
Años antes de dedicarse al mundo de la interpretación, Xavi Mira estuvo trabajando como peluquero y como cantante durante unos años.
Tiempo más tarde, inició su carrera profesional como actor en el año 1998, donde apareció en el cortometraje de ficción Rufino junto a los actores valencianos Xavi Castillo y Julia Mira, que llegó a ser nominado al mejor cortometraje en la XIII edición de los Premios Goya.
Un año más tarde en 1999, comenzó en el teatro con la obra I Love You, You're Perfect, Now Change, medio donde posteriormente ha actuado en numerosas obras; y también comenzó en la televisión participando en la serie de TV3 Laberint d'ombres y posteriormente en el mismo canal trabajó en Jet lag en el papel de Mario entre los años 2001 y 2006. También ha aparecido en series a nivel nacional como en el año 2004 en Hospital Central, en 2005 en Abuela de verano, en 2008 en Cosas de la vida, Ventdelplà y Física o química: un año después, en el 2009, se incorporó al elenco de la serie Doctor Mateo.

## Filmografía

### Cine
- Rufino (1998), de Octavi Masià
- Tempus fugit (2003), de Enric Folch
- Presuntos implicados (2007), de Enric Folch
- Atlas de geografía humana (2007) de Azucena Rodríguez
- Rumores (2007), de Óscar Aibar
- O Tesouro (2008), de Manuel Martín Cuenca
- Los sobrinos del Capitán Grant (2012), de Paco Mir
- EL nom (2018), de Joel Joan

### Televisión
| Año         | Serie               | Personaje             | Canal                   | Notas        |
| ----------- | ------------------- | --------------------- | ----------------------- | ------------ |
| 1999        | Laberint d'ombres   | Aldo                  | TV3                     | 2 episodios  |
| 2001 - 2006 | Jet lag             | Màrio                 | TV3                     | 23 episodios |
| 2002        | Psico express       | Quique Romanos        | TV3                     | 1 episodio   |
| 2004        | Hospital Central    | Alonso                | Telecinco               | 1 episodio   |
| 2005        | Abuela de verano    | Alberto               | TVE                     | 13 episodios |
| 2006        | Estudio 1           | Menéndez              | TVE                     | 1 episodio   |
| 2008 - 2009 | Ventdelplà          |                       | TV3                     | 3 episodios  |
| 2008 - 2010 | Cosas de la vida    | Papá                  | Disney Channel          | 36 episodios |
| 2008 - 2011 | Física o química    | Félix Alonso Arenes   | Antena 3                | 19 episodios |
| 2009 - 2011 | Doctor Mateo        | Mario                 | Antena 3                | 33 episodios |
| 2014        | 39+1                | Gràcia                | TV3                     | 12 episodios |
| 2015        | Cuéntame cómo pasó  | Marc                  | TVE                     | 1 episodio   |
| 2017        | El incidente        |                       | Antena 3                | 2 episodios  |
| 2018        | Félix               |                       | Movistar+               | 3 episodios  |
| 2019 - 2020 | Servir y proteger   | Santiago "Santi" Ríos | TVE                     | 41 episodios |
| 2020        | Madres. Amor y vida | Julio                 | Prime Video / Telecinco | 10 episodios |
| 2020        | Desaparecidos       | Comisario Ballester   | Prime Video / Telecinco | 1 episodio   |
| 2023        | La unidad           | Embajador español     | Movistar+               | 6 episodios  |

### Teatro
- I Love You, You're Perfect, Now Change
- En defensa de los mosquitos albinos
- Paradis
- Nelly Blue
- El nom
- Los vecinos de arriba
- La Familia Addams, interpretando a Gómez Addams (2017)
- Escape Room (Barcelona)
- El gran comediant (Barcelona 2022)